# 那須町民バス
那須町民バス（なすちょうみんバス）は、栃木県那須郡那須町により運行される町営バス（コミュニティバス）。JR黒田原駅と黒磯駅（那須塩原市）を拠点に、町内の主地区を結んでいる。

## 概要
道路運送法第80条第1項ただし書の規定（ただし、これら規定は道路運送法の2006年10月の改定前のものである）に基づき運行されている路線である。

## 運行内容
料金
- 1回乗車
  - 高校生以上 - 500円均一
  - 小中学生、60歳以上 - 300円均一
  - 乳幼児、身体障害者手帳・療育手帳の交付を受けている者、生活保護受給者、那須町福祉作業所通所者 - 無料
- 回数券 - 10回分の料金で11枚綴りのものが300円券・500円券である。
- 定期券 - 一般、通学（小中高生）、60歳以上の3区分で、1か月・3か月定期あり。

### 沿革
- 1990年（平成2年）11月1日：黒田原 - 六斗地、黒田原 - 夕狩、黒田原 - 追分、計3路線で運行開始。
- 1998年（平成10年）：追分・黒磯駅線の運転を開始する。
- 2013年（平成25年）10月1日：那須町デマンド小型乗合交通スタートにより、六斗地・大谷線、夕狩線、棚橋線を運行休止する。
- 2020年（令和2年）4月1日：ダイヤ改正し高校生の定期券および回数券利用時を小中学生と同額に変更（1乗車時は500円据え置き）
  - 追分・黒磯駅線：運行本数3往復→4往復、2つの停留所を廃止（睦家・伊王野地区のルートを国道旧道経由からバイパス経由に切り替えることによるもの）し、イオンタウン那須と道の駅東山道伊王野停留所を新設
  - 湯本線：運行本数を3往復→4往復、ゆめプラザよりイオンタウン那須間を延伸し延伸区間にイオンタウン那須を含め5停留所を新設
- 2025年（令和7年）4月1日：バスドライバー確保のため、年中無休運行から、日曜祝日、お盆期間（8月13日 - 16日）と年末年始（12月29日 - 翌年1月3日）は運休に変更。運賃等の変更はないが、運行会社変更により交通系ICカードおよび那須高原フリーパス券での利用も可能に[1]。
  - 湯本線と追分・黒磯駅線ともに一往復減便し3往復の運行に
  - 湯本線の「いこいの家」停留所を廃止。（那須湯本温泉〜いこいの家間を短縮）
  - 既存の関東自動車の路線に合わせて湯本線では「湯本1丁目」「湯本2丁目」「山水閣入口」「那須町役場前」「本町」「本町下」を、追分・黒磯駅線では「中央町」停留所を新設。

## 現行路線
2025年4月現在
（太文字停留所は、途中始発終着の設定がなされている停留所）（[カッコ]は行先番号）

### 追分・黒磯駅線
- [K5]黒磯駅西口 - 那珂川 - イオンタウン那須 - 赤坂 - 大林 - 稲沢 - 道の駅東山道伊王野 - 伊王野支所前 - 大畑 - [D65]追分
  - 平日・土曜運転（休日・お盆・年末年始は運休）。1日3往復。黒磯駅西口 - 那珂川間、赤坂 - 大林間は那須塩原市内。

### 湯本線
- [K35]イオンタウン那須 - 高久駅 - ゆめプラザ前 - なすの苑前 - 那須高等学校前 - 那須町役場 - 黒田原駅 - 大島1 - 池田 - 一軒茶屋 - [Y50]那須湯本温泉
  - 平日・土曜運転（休日・お盆・年末年始は運休）。1日3往復。

## 運行休止路線
2013年10月で運行休止
- 六斗地大谷線：ゆめプラザ前（ゆめプラザ・那須） - 那須町役場 - 黒田原駅 - 大島1 - 大沢 - 大谷 - 町営牧場入口 - 池田 - 友愛の森 - 六斗地
  - 月曜日・水曜日・金曜日運転。1日1往復。
- 夕狩線：那須町役場 - 黒田原駅 - ゆめプラザ前 - 高久 -下瀬縫 - 小島余笹橋 - 夕狩 - 千振事務所 - 田島
  - 火曜日・木曜日・土曜日運転。1日1往復。
- 棚橋線：ゆめプラザ前 - 黒田原駅 - 那須町役場 - 明神 -高瀬 - 下町 - 坂本 - 棚橋
  - 火曜日・木曜日・土曜日運転。1日1往復。

## 使用車両・運行会社
- かつては小型バスを使用していたが、2019年9月より、トヨタ・ハイエースを使用している。
- 2020年（令和2年）4月1日 - 2025年（令和7年）3月31日は那須中央観光が上述のハイエースで運行[4]。
- 2025年4月1日より、関東自動車が14人乗り小型バス使用で受託運行し、同日より交通系ICカード使用可能となる予定[5]。